# Szkoła Hasegawa
Szkoła Hasegawa (jap. 長谷川派 Hasegawa-ha) – japońska szkoła malarska, założona w XVI wieku przez Tōhaku Hasegawę (1539–1610).

Pejzaż autorstwa Tōhaku Hasegawy

Na stylistykę szkoły Hasegawa silne oddziaływanie wywierała szkoła Kanō. Związani z nią artyści czerpali z wzorców malarstwa chińskiego. Twórczość szkoły Hasegawa, pierwotnie ograniczona do malarstwa tuszem, z czasem zaczęła ewoluować w kierunku malarstwa pejzażowego z użyciem koloru. Malarze związani z tradycją Hasegawa tworzyli prawie wyłącznie na przesuwnych panelach fusuma, za największe dzieło szkoły uważane są dekoracje w świątyni Chishaku-in w Kioto.
Hasegawa pozostała niewielką szkołą, ograniczoną do ośrodka w Kioto i rozwijaną głównie przez potomków Tōhaku Hasegawy, zwłaszcza jego synów Kyūzō, Sōtaku i Sakona. Ostatecznie zanikła pod koniec XVII wieku.